# Geranomyia obscura
Geranomyia obscura là một loài ruồi trong họ Limoniidae. Chúng phân bố ở miền Cổ bắc.